# Luo Jing
Luo Jing (罗竞T; Guiyang, 4 novembre 1993) è un calciatore cinese, centrocampista dello Yunnan Yukun.

## Palmarès

### Competizioni nazionali
- Campionato cinese: 1

Jiangsu Suning: 2020